# Claudio Pascoli
Claudio Pascoli (Monfalcone, 10 luglio 1947) è un sassofonista e arrangiatore italiano. Ha lavorato anche  nei primi dischi di Mango.

## Biografia
Cresciuto artisticamente a Trieste, è un musicista molto attivo nel panorama musicale italiano. Nell'ambito del Rock progressivo ha avuto il suo momento di massima notorietà nel 1978, quando prese parte alla registrazione dell'album Passpartù della Premiata Forneria Marconi.
Per il resto, la sua carriera artistica lo ha visto attivo nella musica jazz come sax del Trieste Jazz Ensemble e della Biba Band.
Tra il 1981 ed il 1982 ha accompagnato Fabrizio De André nel suo tour "L'indiano".
È stato anche arrangiatore di artisti come Lucio Battisti, Ivano Fossati, Alberto Fortis, Rossana Casale, Eugenio Finardi, Ivan Graziani, Roberto Vecchioni, Antonello Venditti, Francesco Guccini e Franco Battiato.
Per quanto riguarda Battisti, Claudio Pascoli fu il riferimento al quale il cantautore si affidò per la costituzione del nuovo gruppo di musicisti che subentrò a Il Volo nella registrazione dell'album Lucio Battisti, la batteria, il contrabbasso, eccetera.
Nel 2011 partecipa come ospite nel concerto dei Bee Hive Reunion al Palabrescia a Brescia.

## Discografia

### Album in studio
- 1978 – Naifunk (Mirto - 6323 578)
- 1997 - Claudiopascolihackensackquintet (BMG RICORDI-      RCA VICTOR 74321 499 022)

### Partecipazioni
(in qualità di sassofonista, ove non altrimenti indicato)
- 1973 – Adriano Pappalardo – California no (anche flauto)
- 1973 – Bruno Lauzi – Simon (assistenza musicale)
- 1973 – Oscar Prudente – Un essere umano
- 1973 – Marva Jan Marrow – Our Dear Angel (Il nostro caro angelo) (singolo, arrangiamento)
- 1974 – Bruno Lauzi – Lauzi oggi (anche flauto, vibrafono, organo Hammond)
- 1974 – Ivano Fossati, Oscar Prudente – Poco prima dell'aurora
- 1974 – Lucio Battisti – Anima latina
- 1974 – Data – Strada bianca
- 1976 – Alberto Camerini – Cenerentola e il pane quotidiano (in La ballata dell'invasione degli extraterrestri: sassofono soprano, sassofono tenore; Cenerentola: sassofono soprano)
- 1976 – Lucio Battisti – Lucio Battisti, la batteria, il contrabbasso, eccetera
- 1976 – Gianna Nannini – Gianna Nannini (in Ma lasciati andare)
- 1976 – Eugenio Finardi – Sugo
- 1976 – Gino D'Eliso – Il mare
- 1976 – Ivan Graziani – Ballata per 4 stagioni
- 1976 – Antonello Venditti – Ullàlla
- 1977 – Gianni Bella – Io canto e tu (tastiera, ARP)
- 1977 – Alberto Radius – Carta straccia
- 1977 – Gianna Nannini – Una radura...
- 1977 – Ivan Cattaneo – Primo secondo e frutta (Ivan compreso) (sassofono tenore)
- 1977 – Oscar Prudente – Donna che vai (direzione orchestra, tastiera, pianoforte, sassofono soprano, sassofono tenore)
- 1977 – Eugenio Finardi – Diesel
- 1977 – Umberto Tozzi – È nell'aria...ti amo
- 1977 – Roxy Robinson – Silence and Other Sounds (anche flauto)
- 1978 – Premiata Forneria Marconi – Passpartù (in Se fossi cosa: sassofono tenore)
- 1978 – Venegoni & Co – Rumore Rosso
- 1978 – Lucio Fabbri – Amarena
- 1978 – Ivan Graziani – Pigro
- 1979 – Alberto Fortis – Alberto Fortis
- 1979 – Bernardo Lanzetti – High Roller
- 1979 – Bernardo Lanzetti – K.O.
- 1979 – Enzo Malepasso – Agrodolce (sassofono tenore, sassofono soprano, sintetizzatore, arrangiamenti)
- 1979 – Faust'O – Poco zucchero (in Cosa rimane, Attori malinconici, In tua assenza, Kleenex, Funerale a Praga)
- 1979 – Gianna Nannini – California (sax soprano e tenore)
- 1979 – Donatella Rettore – Brivido divino
- 1979 – Gino D'Eliso – Santi ed eroi (anche flauto, percussioni, tastiera)
- 1979 – Roberto Vecchioni – Robinson, come salvarsi la vita
- 1979 – Mango – Arlecchino
- 1979 – Mixo – Greatest Hits vol. III & II (in Melancholy)
- 1980 – Franco Fanigliulo – Ratatam pum pum
- 1980 – Ivan Cattaneo – Urlo
- 1980 – Gigi Tonet – Why?
- 1980 – Parni valjak – Vruće Igre (in Samo Sjećanja)
- 1980 – Donatella Rettore – Magnifico delirio
- 1980 – Roberto Vecchioni – Montecristo
- 1981 – Divieto di sosta – senza titolo (Ep)
- 1981 – Franco Battiato – La voce del padrone
- 1981 – Massimo Bubola – Tre rose
- 1981 – Jimmy Ross – First True Love Affair (in Love Will Never Die)
- 1981 – Luca Barbarossa – Luca Barbarossa (in Piazza Navona: flauto; La vita vista da un aereo: sax)
- 1981 – Donatella Rettore – Estasi clamorosa
- 1981 – Marcella Bella – Marcella Bella
- 1981 – Mauro Pagani – Sogno di una notte d'estate (sassofono tenore)
- 1981 – Ornella Vanoni – Duemilatrecentouno parole
- 1981 – Alberto Radius – Leggende
- 1982 – Alice – Azimut (in Animali d'America e Chan-son egocentrique)
- 1982 – Mango – È pericoloso sporgersi
- 1982 – Mia Martini – Quante volte... ho contato le stelle
- 1982 – Roberto Vecchioni – Hollywood Hollywood
- 1982 – Mina – Italiana
- 1982 – Edoardo De Angelis – Cantare in italiano
- 1982 – Pink Project – Domino
- 1982 – Umberto Tozzi – Eva
- 1982 – Fabio Concato – Fabio Concato
- 1983 – Gino D'Eliso – Cattivi pensieri (flauto, tastiera, percussioni)
- 1983 – Fiorella Mannoia – Fiorella Mannoia
- 1983 – Fiordaliso – Fiordaliso (sassofono tenore)
- 1983 – Nino D'Angelo – Sotto 'e stelle
- 1983 – Dori Ghezzi – Piccole donne
- 1983 – Anna Oxa – Per sognare, per cantare, per ballare
- 1983 – Nino D'Angelo – Forza campione
- 1983 – Claudio Lolli – Antipatici antipodi
- 1983 – Francesco Guccini – Guccini
- 1983 – Gianni Togni – Gianni Togni
- 1983 – Enzo Jannacci – Discogreve
- 1983 – Pupo – Cieli azzurri
- 1983 – Gloriana – Gloriana canta Nino D'Angelo
- 1984 – Pupo – Malattia d'amore
- 1984 – Orietta Berti – Le mie nuove canzoni
- 1984 – Mino Di Martino – Alla periferia dell'impero
- 1984 – Rossana Casale – Rossana Casale
- 1984 – Fabio Concato – Fabio Concato
- 1985 – Fiordaliso – A ciascuno la sua donna
- 1985 – Nino D'Angelo – Eccomi qua
- 1985 – Fiorella Mannoia – Momento delicato
- 1985 – Zucchero Fornaciari – Zucchero & The Randy Jackson Band
- 1985 – Toto Cutugno – Per amore o per gioco
- 1985 – Pierangelo Bertoli – Petra
- 1986 – Eros Ramazzotti Nuovi eroi
- 1986 – Garbo – Il fiume
- 1986 – Ivano Fossati – 700 giorni
- 1986 – Pooh – Giorni infiniti
- 1987 – Pooh – Goodbye
- 1987 – Pooh – Il colore dei pensieri
- 1987 – Loretta Goggi – C'è poesia due
- 1987 – Bee Hive – Licia dolce Licia e i Bee Hive
- 1987 – Aida Cooper – Scossa
- 1987 – Ricchi e Poveri – Pubblicità
- 1987 – Mimmo Locasciulli – Clandestina
- 1987 – Bee Hive – Teneramente Licia e i Bee Hive
- 1987 – Cristiano De André – Cristiano De André
- 1988 – Bruno Lauzi – La musica del mondo
- 1988 – Bee Hive – Balliamo e cantiamo con Licia
- 1988 – Pino Presti & KH Project – Be Still My Beating Heart (cover)
- 1988 – Alessandro Bono – Alessandro Bono
- 1989 – Fiorella Mannoia – Di terra e di vento
- 1989 – Biagio Antonacci – Sono cose che capitano
- 1989 – Aida Cooper – Aida
- 1989 – Bruno Lauzi – Inventario latino
- 1990 – Eros Ramazzotti – In ogni senso
- 1990 – Eugenio Finardi – La forza dell'amore
- 1991 – Gino Paoli – Matto come un gatto
- 1991 – Marcella Bella – Sotto il vulcano
- 1992 – Fabio Concato – In viaggio
- 1992 – Irene Fargo – La voce magica della luna
- 1992 – Pooh – Il cielo è blu sopra le nuvole
- 1992 – Gianni Togni – Singoli
- 1993 – Loredana Bertè – Ufficialmente dispersi
- 1993 – Rossana Casale – Alba argentina
- 1993 – Pierangelo Bertoli – Gli anni miei
- 1993 – Milva – Uomini addosso
- 1993 – Giorgio Conte – Giorgio Conte
- 1993 – Fiorella Mannoia – Le canzoni
- 1993 – Irene Fargo – Labirinti del cuore
- 1993 – Edmonda Aldini – Edmonda canta Edmonda - Le voci dell'amore (Roma Paris New York)
- 1994 – Massimo Bubola – Doppio lungo addio
- 1994 – Anna Oxa – Cantautori 2
- 1994 – Enzo Jannacci – I soliti accordi
- 1996 – Anna Oxa – Anna non si lascia
- 1997 – Mariadele – Mariadele
- 1997 – Roberto Vecchioni – El bandolero stanco
- 1997 – Pierangelo Bertoli – Angoli di vita
- 1998 – Ivano Fossati – Time and Silence
- 1999 – Anna Oxa – Senza pietà
- 1999 – Roberto Vecchioni – Sogna ragazzo sogna
- 2000 – Pino Scotto – Guado
- 2004 – Roberto Vecchioni – Rotary Club of Malindi
- 2017 – Pino Presti – To Africa / Soul Makossa (EP)
- 2018 – Pino Presti – Pino Presti Featuring Roxy Robinson: You Know Why (EP)
- 2020 – Stefano Ritteri feat. Pino Presti – Stormy da Come Back To Me (EP)